# ويليام كوستيلو كينيدي
ويليام كوستيلو كينيدي هو سياسي كندي، ولد في 27 أغسطس 1868 بأوتاوا في كندا، وتوفي في 17 يناير 1923 بنيبلز في الولايات المتحدة. حزبياً، نشط في الحزب الليبرالي الكندي. وقد انتخب عضو مجلس العموم الكندي.